# 武汉葡萄
武汉葡萄（学名：[Vitis wuhanensis] 错误：{{Lang}}：文本有斜体标记（帮助））是葡萄科葡萄属的植物。分布于中国大陆的江西、湖北、河南等地，生长于海拔300米至700米的地区，多生长在山坡、沟谷灌丛和地边阴处。